# Gaisberg (berg i Österrike, Salzburg)
Gaisberg är ett berg i Österrike.   Det ligger i distriktet Salzburg Stadt och förbundslandet Salzburg, i den centrala delen av landet, 250 km väster om huvudstaden Wien. Toppen på Gaisberg är 1 287 meter över havet, eller 568 meter över den omgivande terrängen. Bredden vid basen är 7,2 km.
Terrängen runt Gaisberg är kuperad åt nordost, men åt sydväst är den platt. Runt Gaisberg är det ganska tätbefolkat, med 83 invånare per kvadratkilometer.. Närmaste större samhälle är Salzburg, 5,1 km väster om Gaisberg. 
I omgivningarna runt Gaisberg växer i huvudsak blandskog.